# Луїс Аттрілл
Луїс Аттрілл  (англ. Louis Attrill, 5 березня 1975) — британський веслувальник, олімпійський чемпіон, срібний призер чемпіонату світу 1999.

## Виступи на Олімпіадах
| Олімпіада   | Дисципліна                     | Місце |
| ----------- | ------------------------------ | ----- |
| Сідней 2000 | вісімка розстібна зі стерновим | 1     |